# Khàrovsk
Khàrovsk (en rus: Харовск) és una ciutat de l'óblast de Vólogda, a Rússia, que el 2017 tenia 9.185 habitants. És la seu administrativa del districte rural homònim.